# 国家歩道系統

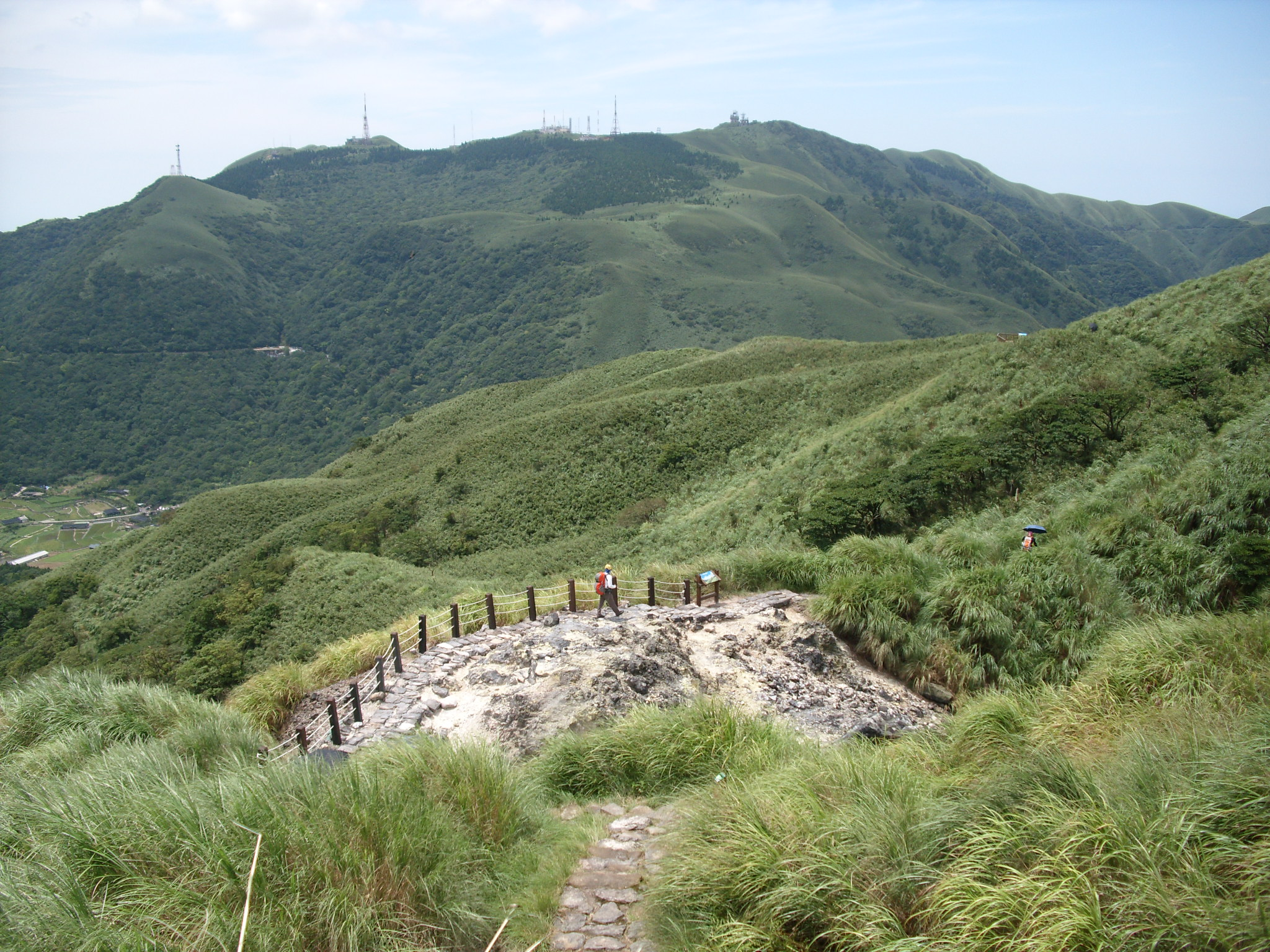
陽明山国家公園で七星山から小油坑へ至る自然歩道

国家歩道系統（こっかほどうけいとう、中国語: 國家步道系統、英語: National Trails System）は、台湾の国立公園、国家風景区、国家森林遊楽区などのレクリエーションエリアにある長距離トレイルのシステムであり、中華民国農業部農業部林業・自然保育署が計画・推進している。
2002年、行政院による「挑戦2008：国家発展重点計画」に盛り込まれた。自然のレクリエーション・スポットを統合し、さまざまなレクリエーション体験を提供し、多様で自然にやさしいエコツーリズムを発展させることで、生態系の保全、経済発展、地域社会の福祉を考慮した持続可能な方法で自然資源を管理できるようにすることを目的としている。 

## 概略
中央山脈、陽明山、淡蘭・東北角、挿天山、霞喀羅：鹿場連嶺、雪山群峰、合歡・能高越嶺、関門、海岸山脈、阿里山、玉山横断、関山・內本鹿越嶺、南台湾、瑯嶠卑南の14の道筋に分けて、台湾古道も利用しながら、鋭意開発中である。

## 参照項目
- 台湾小百岳
- 農業部 (中華民国)